# Bafétimbi Gomis
Bafétimbi Gomis, född 6 augusti 1985 i La Seyne-sur-Mer, är en fransk fotbollsspelare som spelar för Kawasaki Frontale.

## Klubbkarriär
Bafétimbi Gomis började spela i AS Saint-Étiennes ungdomslag 2001 och 2004 kom han med i deras A-lag. 2005 lånades han ut till Troyes AC, men gick sedan tillbaka till Saint-Êtienne och spelade där tills 2009 då han började spela för Lyon. I juni 2014 värvades Gomis av Swansea City. I juni 2017 värvades Gomis av turkiska Galatasaray.
I augusti 2018 värvades Gomis av saudiska Al-Hilal.

## Landslagskarriär
På landslagssidan spelade han i Frankrikes U-16 lag 2001, men slutade sedan. 2008 började han spela i Frankrikes herrlandslag i fotboll.